# Кинг, Маргарет
Маргарет Кинг (англ. Margaret L. King; род. 1947) — американский историк, ренессансовед. Доктор философии (1972), эмерит-профессор CUNY Graduate Center. Член Американского философского общества (2025). Лауреат премии Пола Оскара Кристеллера за выдающиеся достижения (2018).
Окончила колледж Сары Лоуренс как бакалавр истории, училась в 1963—1967.
Докторскую степень по истории получила в Стэнфорде. Затем в Бруклинском колледже: ассистент-, с 1976 ассоциированный, с 1987 профессор (по 2012), в 2006—2010 именной Broeklundian Professor.
Ее монография The Death of the Child Valerio Marcello (University of Chicago Press, 1994) удостоилась Helen & Howard R. Marraro Prize (1995). Редактор Reformation Thought: An Anthology of Sources {Рец. Howard Louthan}.